# 김학순 (여성운동가)
김학순(金學順, 1924년 10월 20일 ~ 1997년 12월 16일)은 대한민국의 여성 운동가였다. 17세에 베이징에서 일본 군에게 끌려간 것을 계기로 일본 군 성노예 생활을 하게 되었다. 위안부 피해자로서 1991년 8월 14일 대한민국에서 일본 군 위안부 피해 사실을 최초로 공개 증언하고 일본을 상대로 소송을 제기한 인물이다. 이후 국내 피해자는 물론 필리핀, 네덜란드 등 세계 각지의 일본 군 위안부 피해자의 증언이 줄을 이었다. 이를 기려 2012년 12월 '제11차 일본 군 위안부 문제 해결을 위한 아시아 연대 회의'에서 8월 14일은 '세계 위안부의 날'로 지정되었다.  또한 첫 증언을 했던 8월 14일을 기려 ‘일본 군 '위안부' 피해자 기림의 날’로 2018년 대한민국 국가 기념일로 지정되었다. 고 김학순 할머니는 우리 대한민국에 꼭 필요했던 용감한 할머니이셨고 그분의 영향력은 많은 일본인들이 위안부 문제를 알게 되게 이끌었다.

## 생애

### 어린 시절
김학순은 1924년 만주 지린에서 태어났다. 애초 김학순의 부모는 평양에 거주하였으나 일제 강점기 일본인의 등쌀에 중국으로 피신했던 것이다. 김학순이 태어난 이후 얼마 되지 않아 김학순의 부친은 세상을 떠났고, 김학순의 모친이 어린 김학순을 데리고 평양으로 내려왔다.
어렸을 적 김학순은 모친과 함께 교회를 다녔고 11살 무렵까지 교회에서 운영하는 학교에 다녔다. 김학순이 14세 되던 때, 모친은 재혼을 했고 모친의 남편은 김학순보다 나이가 많은 아들과 딸을 데리고 있었다.
모친의 재혼 이후 모친의 남편의 자녀들과는 잘 어울렸지만 모친의 남편에게는 정을 붙이지 못했다. 자연스레 모친과의 사이도 멀어졌고, 15세 되던 때 김학순의 모친은 40원을 받고 김학순을 평양에 있는 기생 집 수양 딸로 보냈다.
거기서 김학순은 기생 수업을 받았다. 2년 정도 권번에 다니면서 춤, 판소리, 시조 등을 배웠다. 기생 수업을 마치고 영업을 하려 했지만 나이가 17세에 불과해 허가를 받지 못했다. 김학순의 양부는 중국에 가면 영업을 할 수 있을 것이라며 김학순과 먼저 수양 딸로 온 언니를 데리고 1941년 중국으로 떠났다.

### '위안부' 생활
세 사람을 태운 기차는 평양을 떠나 신의주를 거쳐 산해관을 지나 베이징으로 갔다. 하지만 베이징에서 양부는 일본군에 체포되었고 결국 김학순과 양 언니는 군인들에게 끌려갔다. 그날 일본 군 장교가 김학순을 강간했다. 다음날 정신을 차려보니 자신의 언니도 일본군에게 강간을 당했다는 것을 알게 되었다. 또 그곳에 조선말을 하는 여성들이 더 있다는 사실도 알게 되었다.
빨간 벽돌 집에서 김학순을 비롯한 5명의 조선 여성들은 '위안부' 생활을 하게 되었다. 일본군은 보통 오후에 몰려들었고, 많은 날에는 하루에도 7~8명의 군인을 상대해야 했다.
2달 정도 철벽진에 머무른 뒤 그들은 일본군에 의해 다른 곳으로 옮겨졌다. 군인의 수는 줄어들었지만 술을 마시고 오는 군인들이 많아 사는 게 더 비참했다. 김학순은 양 언니(에미코)와 함께 호시탐탐 탈출 기회를 살폈다. 그러던 중 어떻게 된 일인지 40살 정도 되어 보이는 조선인 남자가 김학순의 방을 찾았다. 김학순은 그에게 사정을 하여 결국 위안소를 탈출할 수 있었다. 베이징에서 일본 군에 끌려간 지 4달만에 빠져나온 것이다. 이후 김학순은 탈출을 도운 평양 출신의 조선인 상인의 아내가 되어 딸과 아들을 낳고, 한동안 상하이의 프랑스 조계지에서 생활했다.

### 광복 이후
한국전쟁 때 남편을 잃고 마지막 의지의 대상이던 아들마저 초등학교 4학년 때 익사하자, 서울 종로구의 한 판잣집에 세들어 살며 온갖 궂은 일을 하며 생활하였다. 1990년 6월 일본이 '일본군은 군대 '위안부' 문제에 관여하지 않았다'고 발표하자 이에 격분해 폭로할 것을 결심했고, 1년 후에 실행에 옮겼다. 1991년 8월 14일 한국정신대문제대책협의회 사무실에서 대한민국 내 거주자로는 처음으로 일본군 위안부의 실상을 실명으로 증언했고 우에무라 다카시가 증언을 기사에 싣었다.
1991년 12월 6일 도쿄지방재판소에 이 문제를 제소, 1994년 6월 6일 제9차 재판 진행 중 위안부 사실에 대해 법정에서 증언했다. 1993년 한국정신대문제연구회가 당시 일본 총리였던 미야자와 기이치의 방한을 앞두고 발간한 〈강제로 끌려간 조선인 군위안부들〉이라는 증언집에서 참담했던 자신의 위안부 생활을 구체적으로 공개해 대한민국 내외에 큰 반향을 일으켰다. 주한 일본대사관 앞에서 매주 수요일에 열리는 항의 집회에 빠짐없이 참가하고 일본 의회 앞에서 시위를 벌이는 등 위안부 동원에 대한 일본 정부의 사죄와 보상을 촉구했으며, 정신대 문제를 국제사회 문제로 확대하는 데 여생을 바쳤다.
1995년 위안부 할머니들의 애환을 다룬 연극 '노을에 와서 노을에 가다'에 직접 출연하기도 했고, 1997년 12월 8일 평생 모은 약 2천만 원을 '나보다 더 불행한 삶을 살고 있는 사람을 위해 써달라'며 자신이 다니던 서울 동대문감리교회에 기증했다. 1997년 12월 16일 서울 동대문 이화여대 부속병원에서 폐질환으로 세상을 떠났다. 그의 유해는 충남 천안시 국립망향의동산에 묻혔다.

## 같이 보기
- 위안부
- 수요집회